# 玛纳斯县
玛纳斯县（維吾爾語：ماناس ناھىيىسى‎）在中国新疆维吾尔自治区准噶尔盆地南部、天山北麓玛纳斯河上游，是昌吉回族自治州所辖的一个县。玛纳斯县得名于流经于此地的玛纳斯河，“玛纳斯”在衛拉特蒙古语中意为“巡逻者”。县人民政府駐瑪納斯鎮。

## 歷史
玛纳斯县境历史上长期被游牧民族和中原王朝交替控制。早年由塞种人游牧。西汉时，為西域都護府管轄，其东属乌贪訾离国地，其西为乌孙国地。三国时为乌孙地。北魏时属高车，北周时属突厥汗国。隋朝时属西突厥铁勒部。
唐灭西突厥後，该地由北庭都護府管轄，境内设有乌宰守捉。唐末属高昌回鹘，後归属西辽。元初属别失八里行尚书省，後入察合台汗国。明代为瓦刺游牧地。
清初为准噶尔汗国呼拉玛部游牧地。清灭准噶尔之战后，1758年起由清军驻扎。清乾隆二十八年（1763）六月，散秩大臣伍彌泰疏奏晶河等三屯築堡告竣，乾隆帝欽定庫爾喀喇烏蘇為綏來堡；晶河為豐潤堡；瑪納斯為遂成堡，三座城門為即敘、迪康、覃化。乾隆三十三年（1768），设县丞，乾隆四十三年（1778）置绥来县治，隶属迪化直隶州，县治由绥来堡迁康吉城。光绪十年（1884年），康吉和绥宁二城筑墙连为一体，称绥来城，县治由原康吉移至原绥宁，隶属迪化府。
民國時期，1914年绥来县隶迪化道，1943年隶迪化专员公署。
1949年中共建政，新疆和平解放。1954年2月1日，改绥来县为玛纳斯县，隶属乌鲁木齐专区。
1958年5月20日，乌鲁木齐专区撤销，玛纳斯县划归昌吉回族自治州管辖。
1976年1月，玛纳斯县划归石河子地区。
1979年2月22日，石河子地区撤销，玛纳斯县复归昌吉回族自治州。

## 人口
2020年末，根据第七次人口普查数据显示：全县常住人口为192098人。

## 地理
玛纳斯县地势南高北低，自东南向西北倾斜。地貌分南部山区、山前冲积平原、北部沙漠三大部分。南部天山山区系依连哈比尔尕山的一段，沟壑纵横，树木丛生，水草丰美，是天然的牧场。中部为洪积、冲积平原，地势平坦，热量充足，是玛纳斯县主要农作物种植区。农作物主要有小麦、玉米、水稻、油菜、甜菜、番茄、葡萄、棉花、油葵和辣椒等。北部属古尔班通古特沙漠的一部分，沙漠形态属固定半固定型，丘间地势平坦，植被稀疏，多为梭梭、红柳、胡杨等小灌木及旱生草本植物。 
玛纳斯县属中温带大陆性干旱半干旱气候，冬季严寒，夏季酷热，干燥少雨，日照充足，蒸发量大，降水少。玛纳斯县平均气温为7.2℃，年最高气温为40.0℃。最低为-24.7℃。年总降水量为216毫米。年总日照时数2721.4小时。

## 行政区划
玛纳斯县下辖7个镇、1个乡、3个民族乡：
玛纳斯镇、乐土驿镇、包家店镇、凉州户镇、北五岔镇、六户地镇、兰州湾镇、广东地乡、清水河子哈萨克族乡、塔西河哈萨克族乡、旱卡子滩哈萨克族乡、玛电工业区、玛纳斯县园艺场、玛纳斯平原林场和新疆农科院玛纳斯试验站。

## 交通
- 连霍高速、 312国道、 335国道过境。